# ウィー・アー・ザ・フォールン
ウィー・アー・ザ・フォールン (We Are The Fallen)は、アメリカ合衆国で結成された元エヴァネッセンスのメンバーであるベン・ムーディー、ロッキー・グレイ、ジョン・ルコンプ、そしてマーティ・オブライエン、アメリカン・アイドルのファイナリスト、カーリー・スミスソンによるバンドである。

## ディスコグラフィ

### スタジオ・アルバム
- Tear the World Down (2010年)

1. "Bury Me Alive"
2. "Burn"
3. "Paradigm"
4. "Don’t Leave Me Behind"
5. "Sleep Well, My Angel"
6. "Through Hell"
7. "I Will Stay"
8. "Without You"
9. "St. John"
10. "I Am Only One"
11. "Tear The World Down"

### シングル
- "Bury Me Alive" (2010年)
- "Tear the World Down" (2010年)